# Фигурное катание на зимних Олимпийских играх 2010 — танцы на льду

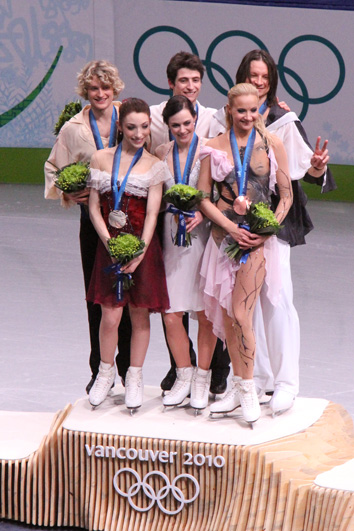
Церемония награждения

Соревнования по танцам на льду на зимних Олимпийских играх 2010 прошли 19, 21 и 22 февраля.
Все состязания прошли в Пасифик Колизиуме. В первый день с 16:45 до 20:15 по местному времени (UTC-8) был проведён обязательный танец, на следующий с 16:15 до 19:45 оригинальный, а в заключительный — произвольный.
Жеребьёвка обязательного танца прошла на первой официальной тренировке участников соревнований, 4 февраля 2010 года. Выбор стоял между «танго-романтика» и «золотым вальсом», и в итоге обязательным танцем было выбрано «танго-романтика».

## Медалисты
| Золото                             | Серебро                        | Бронза                                   |
| Канада · Тесса Вертью · Скотт Моир | США · Мэрил Дэвис · Чарли Уайт | Россия · Оксана Домнина · Максим Шабалин |

## Соревнование
| Место | Спортсмены                                 | Обязательный танец | Обязательный танец | Оригинальный танец | Оригинальный танец | Произвольный танец | Произвольный танец | Всего  |
| Место | Спортсмены                                 | Результат          | Место              | Результат          | Место              | Результат          | Место              | Всего  |
| ----- | ------------------------------------------ | ------------------ | ------------------ | ------------------ | ------------------ | ------------------ | ------------------ | ------ |
| 1     | Тесса Вертью / Скотт Моир (CAN)            | 42,74              | 2                  | 68,41              | 1                  | 110,42             | 1                  | 221,57 |
| 2     | Мэрил Дэвис / Чарли Уайт (USA)             | 41,47              | 3                  | 67,08              | 2                  | 107,19             | 2                  | 215,74 |
| 3     | Оксана Домнина / Максим Шабалин (RUS)      | 43,76              | 1                  | 62,84              | 3                  | 101,04             | 3                  | 207,64 |
| 4     | Танит Белбин / Бенжамин Агосто (USA)       | 40,83              | 4                  | 62,50              | 4                  | 99,74              | 4                  | 203,07 |
| 5     | Федерика Файелла / Массимо Скали (ITA)     | 39,88              | 5                  | 60,18              | 5                  | 99,11              | 5                  | 199,17 |
| 6     | Изабель Делобель / Оливье Шонфельдер (FRA) | 37,99              | 6                  | 58,68              | 7                  | 97,06              | 6                  | 193,73 |
| 7     | Натали Пешала / Фабьян Бурза (FRA)         | 36,13              | 9                  | 59,99              | 6                  | 94,37              | 7                  | 190,49 |
| 8     | Шинед Керр / Джон Керр (GBR)               | 37,02              | 8                  | 56,76              | 8                  | 92,23              | 9                  | 186,01 |
| 9     | Яна Хохлова / Сергей Новицкий (RUS)        | 37,18              | 7                  | 55,57              | 9                  | 93,11              | 8                  | 185,86 |
| 10    | Александра Зарецкая / Роман Зарецкий (ISR) | 34,38              | 10                 | 55,24              | 10                 | 90,64              | 10                 | 180,26 |
| 11    | Эмили Самуэльсон / Эван Бейтс (USA)        | 31,37              | 14                 | 53,99              | 11                 | 88,94              | 11                 | 174,30 |
| 12    | Анна Каппеллини / Лука Ланотте (ITA)       | 33,13              | 12                 | 51,45              | 12                 | 82,74              | 15                 | 167,32 |
| 13    | Нора Хоффманн / Максим Завозин (HUN)       | 31,90              | 13                 | 51,22              | 13                 | 84,11              | 13                 | 167,23 |
| 14    | Ванесса Крон / Поль Пуарье (CAN)           | 31,14              | 15                 | 48,17              | 17                 | 85,29              | 12                 | 164,60 |
| 15    | Екатерина Боброва / Дмитрий Соловьев (RUS) | 29,86              | 17                 | 50,51              | 15                 | 82,88              | 14                 | 163,35 |
| 16    | Анна Задорожнюк / Сергей Вербилло (UKR)    | 33,87              | 11                 | 50,02              | 16                 | 79,26              | 17                 | 163,15 |
| 17    | Кэти Рид / Крис Рид (JPN)                  | 29,49              | 18                 | 50,81              | 14                 | 79,30              | 16                 | 159,60 |
| 18    | Кристина Байер / Вилльям Байер (GER)       | 30,31              | 16                 | 46,42              | 18                 | 72,91              | 18                 | 149,64 |
| 19    | Хуан Синьтун / Чжэн Сюнь (CHN)             | 29,22              | 19                 | 45,03              | 20                 | 71,27              | 20                 | 145,52 |
| 20    | Пенни Кумс / Николас Бакленд (GBR)         | 25,68              | 21                 | 46,33              | 19                 | 71,60              | 19                 | 143,61 |
| 21    | Камила Гайкова / Давид Винцоур (CZE)       | 23,19              | 22                 | 40,54              | 22                 | 70,08              | 21                 | 133,81 |
| 22    | Эллисон Рид / Отар Джапаридзе (GEO)        | 26,65              | 20                 | 42,22              | 21                 | 63,45              | 22                 | 132,32 |
| 23    | Ирина Шторк / Таави Ранд (EST)             | 21,73              | 23                 | 35,21              | 23                 | 58,24              | 23                 | 115,18 |

## Судейская бригада
Танцы на льду на Олимпийских играх 2010 года будут судить представители следующих стран:
| Судьи         | 1                                                                       | 2                                                                       | 3                                                                       | 4                                                                       | 5                                                                       | 6                                                                       | 7                                                                       | 8                                                                       | 9                                                                       |
| Танцы на льду | Танцы на льду                                                           | Танцы на льду                                                           | Танцы на льду                                                           | Танцы на льду                                                           | Танцы на льду                                                           | Танцы на льду                                                           | Танцы на льду                                                           | Танцы на льду                                                           | Танцы на льду                                                           |
| ------------- | ----------------------------------------------------------------------- | ----------------------------------------------------------------------- | ----------------------------------------------------------------------- | ----------------------------------------------------------------------- | ----------------------------------------------------------------------- | ----------------------------------------------------------------------- | ----------------------------------------------------------------------- | ----------------------------------------------------------------------- | ----------------------------------------------------------------------- |
| CD:           | Азербайджан                                                             | Канада                                                                  | Германия                                                                | Италия                                                                  | Япония                                                                  | Литва                                                                   | Россия                                                                  | Украина                                                                 | США                                                                     |
| OD:           | Франция                                                                 | Великобритания                                                          | Венгрия                                                                 | Израиль                                                                 | 5 случайным образом выбранных судей из 9 судивших обязательный танец    | 5 случайным образом выбранных судей из 9 судивших обязательный танец    | 5 случайным образом выбранных судей из 9 судивших обязательный танец    | 5 случайным образом выбранных судей из 9 судивших обязательный танец    | 5 случайным образом выбранных судей из 9 судивших обязательный танец    |
| FD:           | 9 судей случайным образом выбранных из всех 13 судивших предыдущие виды | 9 судей случайным образом выбранных из всех 13 судивших предыдущие виды | 9 судей случайным образом выбранных из всех 13 судивших предыдущие виды | 9 судей случайным образом выбранных из всех 13 судивших предыдущие виды | 9 судей случайным образом выбранных из всех 13 судивших предыдущие виды | 9 судей случайным образом выбранных из всех 13 судивших предыдущие виды | 9 судей случайным образом выбранных из всех 13 судивших предыдущие виды | 9 судей случайным образом выбранных из всех 13 судивших предыдущие виды | 9 судей случайным образом выбранных из всех 13 судивших предыдущие виды |

Техническая бригада:
- Марика Хамфрис-Баранова[англ.] ( Великобритания)
- Франческа Ферми[итал.] ( Италия)
- Кэйтлин Алпен ( Израиль) — технический контролёр
- Галина Гордон Полторак — рефери